# Dunois (torpilleur)
Pour les articles homonymes, voir Dunois.
Le Dunois est le navire de tête d’une classe de deux aviso-torpilleurs, la classe Dunois, construits pour la Marine nationale française avant la Première Guerre mondiale à l'arsenal de Cherbourg.

## Conception
Le concept de croiseur torpilleur était un développement de la controversée Jeune École, une pensée stratégique navale qui soutenait que les grands cuirassés qui étaient alors construits en Europe pouvaient être facilement et à moindre coût vaincus par de petits navires de guerre armés de torpilles. La plupart des nations en ont construit dans les années 1880-1890, mais le concept s’est avéré inadapté et la plupart de ces navires ont été utilisés pour d’autres tâches en 1914.
La classe Dunois faisait suite à la classe D'Iberville, mais les deux navires de la classe étaient plus légers que les précédents de classe D'Iberville. Ils en différaient dans leur conception, car ils adoptaient des ponts inversés, l’avant et l’arrière étant plus bas qu’au centre. Malgré une puissance plus importante (7500 ch contre 5000 ch), ils ne parvenaient pas à dépasser les 22 nœuds. Ils ont été classés à l’origine comme aviso-torpilleurs et plus tard comme contre-torpilleurs, mais ils présentaient la particularité de ne pas posséder de tubes lance-torpilles ! Ces navires légèrement blindés étaient destinés spécialement aux actions contre les torpilleurs ennemis.
Le Dunois avait un déplacement de 904 tonnes, (selon d’autres sources, on rencontre les chiffres de 896 ou 889 tonnes). Sa longueur était de 78 mètres, son maître-bau de 8,50 mètres et son tirant d'eau de 3,90 mètres,. Il était propulsé par deux chaudières VTE et huit chaudières Normand-Sigaudy produisant une puissance de 7500 ch et entraînant deux arbres d'hélice. Sa vitesse maximale était de 23 nœuds,,. Il emportait 137 tonnes de charbon, ce qui lui donnait un rayon d'action de 5000 milles marins à la vitesse de croisière de 10 nœuds. Sa protection était assurée par une ceinture blindée de 25 mm (mais uniquement au niveau de la salle des machines), plus un blindage de 10 mm sur le pont, et de 50 mm pour la passerelle. Son armement était composé de 6 canons de 65 mm modèle 1891 et de 6 canons de 47 mm modèle 1885,,. Son équipage était de 137 ou 138 hommes.

## Carrière
Le Dunois a été baptisé (comme son sister-ship La Hire) du nom d’un chevalier célèbre qui a combattu aux côtés de Jeanne d'Arc,, Jean de Dunois. Construit à l’Arsenal de Cherbourg, il est mis en chantier en septembre 1896 et lancé le 6 octobre 1897. Il est mis en service en mai 1898,.
Le 11 août 1900, il est avec l'escadre de la Méditerranée qui venait de participer à la revue navale de Cherbourg et rentrait à Toulon, faisant route vers le détroit de Gibraltar par temps clair et mer calme. Deux des navires, le cuirassé Brennus et le contre-torpilleur Framée, entrent accidentellement en collision à la position 36° 30' N, 9° 57' W. La Framée coula peu après minuit. Les embarcations du Brennus sauvèrent 14 hommes. Le Dunois resta toute la nuit sur le lieu du naufrage en éclairant la zone avec ses projecteurs, mais il ne recueillit aucun survivant. 47 hommes de la Framée ont disparu dans ce drame, dont le commandant, le lieutenant de vaisseau Henri de Mauduit-Duplessix.
Le Dunois est affecté à la flottille de Bizerte (Tunisie) de 1904 à 1909,,.
Le 19 septembre 1913, il remonte la Gironde et arrive à Blaye, transportant à son bord M. Raymond Poincaré, président de la République française, qui vient passer deux jours à Bordeaux. Le Dunois est escorté des contre-torpilleurs d'escadre.
En 1914, il est intégré à la 2e escadre légère, dans la Manche,,. Le 31 août 1914, alors que le Dunois est en rade de Cherbourg, le capitaine de frégate Henri Gonzales de Linares, qui venait de prendre le commandement, est mort subitement à bord.
Le Dunois opère durant la Première Guerre mondiale. D'octobre 1914 à janvier 1915, il est à l'escadre des contre torpilleurs de Dunkerque,. Il passe la majeure partie de la guerre en tant que canonnière, effectuant des bombardements sur la côte des Flandres,. Il fournit un soutien d'artillerie au débarquement des troupes britanniques à Dunkerque.
En 1919, il est envoyé en mer Baltique, pour lutter contre les bolcheviques. Il s’échoue la même année. Il est renfloué, mais désarmé le 12 janvier 1920, rayé des listes et finalement démoli en 1920.